# Općina Zrnovci
Općina Zrnovci (makedonski: Општина Зрновци) je jedna od 80 
općina Republike Sjeverne Makedonije koja se prostire na istoku 
Sjeverne Makedonije. 
Upravno sjedište ove općine je selo Zrnovci.

## Zemljopisne osobine
Općina Zrnovci graniči s općinom Kočani na sjeveru, te s općinama Vinica na istok, s općinom Karbinci na jug, te s općinom Češinovo-Obleševo na zapad.
Ukupna površina Općine Zrnovci  je 55,82 km².

## Stanovništvo
Općina Zrnovci  ima 3 264 stanovnika. Po popisu stanovnika iz 2002. nacionalni sastav stanovnika u općini bio je sljedeći;

## Naselja u Općini Zrnovci
Ukupni broj naselja u općini je 3, od njih su sva 3 sela.

## Pogledajte i ovo
- Sjeverna Makedonija
- Općine Sjeverne Makedonije

## Vanjske poveznice
- Službene stranice općine Zrnovci